# سلام مامان! (ترانه)
«سلام مامان!» تک‌آهنگی از گروه موسیقی موسیقی پاپ سان استورک پروجکت است که در سال ۲۰۱۷ میلادی منتشر شد. این ترانه نماینده مولداوی در یوروویژن ۲۰۱۷‌ بود که به رتبه سه دست یافت.